# Ptinus litoralis
Ptinus litoralis is een keversoort uit de familie klopkevers (Ptinidae). De wetenschappelijke naam van de soort werd in 1893 gepubliceerd door Thomas Broun.